# Anthophora orotavae
Anthophora orotavae là một loài Hymenoptera trong họ Apidae. Loài này được Saunders mô tả khoa học năm 1904.